# UkrTOP
De UkrTOP (Oekraïens: Українське товариство охорони природи; Ukrayinske tovarystvo okhorony pryody) is een niet-gouvernementele natuur-(en milieu)organisatie. Het heeft als belangrijke doel het natuur- en milieubewustzijn te bevorderen op scholen, in lokale gemeenschappen en bij lokale autoriteiten. Het heeft vestigingen in alle regio's en de meeste districten en gemeenten, evenals in de steden Kiev en Sebastopol.

## Geschiedenis
UkrTOP is opgericht op 28 juni 1946 nadat  Nikita Chroesjtsjov hiervoor toestemming had gegeven, als reactie op  verzoeken daartoe van wetenschappers en natuurbeschermers. Tot het midden van de jaren zestig vormde  UkrTOP de enige milieustem bij beleidsbeslissingen. UkrTOP eiste destijds een meer ecologische benadering van de planeconomie. In die tijd was het moeilijk voor Oekraïense wetenschappers om de zorgen over natuur en milieu onder de aandacht te brengen vanwege het gebrek aan democratische structuren. In 1967 werd onder druk van UkrTOP het Staatscomité voor Natuurbescherming opgericht, dat in 1991 de status van ministerie kreeg. Mykhailo Voinstvenskiy was  voorzitter van UkrTOP van 1963 tot 1982.

## Structuur
UkrTOP heeft als hoogste orgaan het congres. Tussen de congresbijeenkomsten wordt UkrTOP bestuurd door de Pan-Ukraiensche Raad. De 23 regionale organisaties van de UkrTOP vallen onder deze Raad. De regionale organisaties omvatten 354 provincies, 70 stadsafdelingen  en 23.000 organisaties op bijvoorbeeld scholen en universiteiten, meer dan 10.000 zakelijke leden (sponsors en mede-organisatoren van milieu-evenementen) en meer dan twee miljoen individuele leden. Voormalig minister van milieu Vasyl Shevchuk is sinds 2002 voorzitter van het presidium van de All-Oekraïense Raad van UkrTOP.

## Activiteiten
Een prioriteit van UkrTOP is milieueducatie van scholieren, studenten en gepensioneerden. Andere belangrijke taken zijn politieke lobby, pubbliek debat, ook over aanpalende onderwerpen zoals burgerrechten,  en  praktische actviteiten zoals vergroening van steden, aanplant van bos en het schoonmaken van rivieroevers. UkrTOP zet zich ook in voor duurzame verdienmodellen, efficiënt energiegebruik, duurzaam landgebruik, en de inzet van wetenschappelijk onderzoek om dit te ondersteunen.